# كورتيس إلير
كورتيس إلير (بالإنجليزية: Curtis Eller)‏ هو كاتب أغاني وموسيقي أمريكي، ولد في 1970.

## وصلات خارجية
- الموقع الرسمي
- كورتيس إلير على موقع ميوزك برينز (الإنجليزية)
- كورتيس إلير على موقع ميوزك برينز (الإنجليزية)